# Comunidad de intereses
Una comunidad de intereses es una comunidad de personas que comparten un interés común o una pasión. Allí las personas intercambian ideas y pensamientos acerca de la pasión que tienen, pero deben saber un poco acerca de uno al otro fuera de esta zona. La participación en una comunidad de intereses puede ser entretenida y crear una 'unión' de la comunidad donde la gente vuelve con frecuencia y por períodos prolongados. Con frecuencia, no puede ser fácilmente definida por un área geográfica concreta.
En otras palabras, "una comunidad de interés es una reunión de personas reunidas en torno a un tema de interés común. Sus miembros participan en la comunidad para intercambiar información, obtener respuestas a preguntas o problemas personales, mejorar su comprensión de un tema, compartir pasiones comunes o jugar ". A diferencia de una comunidad espacial, una comunidad de interés se define no por el espacio, sino por algún vínculo común (por ejemplo, sentimiento de apego) o entidad (por ejemplo grupo de la iglesia).
Las comunidades en línea se conectan con comunidades de interés en que a menudo, se desarrollan a partir de intereses en un tema en particular. Un beneficio de las comunidades en línea sobre las comunidades basadas en el lugar es el acceso no físico a la participación grupal.